# Буда (Мазовецьке воєводство)
Буда (пол. Buda) — село в Польщі, у гміні Старі Бабиці Варшавського-Західного повіту Мазовецького воєводства.
Населення — 27 осіб (2011).
У 1975-1998 роках село належало до Варшавського воєводства.

## Демографія
Демографічна структура станом на 31 березня 2011 року:
|          | Загалом | Допрацездатний вік | Працездатний вік | Постпрацездатний вік |
| -------- | ------- | ------------------ | ---------------- | -------------------- |
| Чоловіки | 10      | 5                  | 4                | 1                    |
| Жінки    | 17      | 3                  | 8                | 6                    |
| Разом    | 27      | 8                  | 12               | 7                    |